# Saint-Planchers
Saint-Planchers è un comune francese di 1 362 abitanti situato nel dipartimento della Manica nella regione della Normandia.

## Società

### Evoluzione demografica
Abitanti censiti